# جوزيف نانو
 جوزيف نانو (1935 - 21 مايو 2016) ممثل تلفزيوني وإذاعي ومسرحي ومدبلج لبناني. برز في دبلجة الرسوم المتحركة. عُرف بتأدية صوت شرشبيل في مسلسل الرسوم المتحركة السنافر. الكثيرون يتذكرون هذا الفنان الكبير الذي احتل شاشات التلفزة اللبنانية والعربية من أوائل الستينات وحتى أوائل الثمانينات.
هاجر جوزيف نانو لبنان مع زوجته وأولاده الأربعة عام 1978 إلى السويد بعد أن استعرت نيران الحرب الاهلية وتعثرت مسيرته الفنية حيث كان من أهم نجوم تلفزيون لبنان والمشرق.
جسد جوزيف شخصيات عربية مهمة في برنامج كان يا ماكان وتميز بحفظ أدواره والنصوص الأدبية والشعرية على أكمل وجه، 
ومن أبرز أدواره دور البطولة في مسلسل النهر مع الممثلة نهى الخطيب سعادة ونساء في العاصفة مع رولا حمادة والعاصفة تهب مرتين وغيرها من المسلسلات التي اجتاحت الشاشات العربية في العصر الذهبي لتلفزيون لبنان والمشرق.
له أدوارا كبيرة في دبلجة المسلسلات الكرتونية، ومن أبرز الشخصيات التي قام بأداء صوتها، شرشبيل من السنافر، وليفزي من جزيرة الكنز.

## وفاته
توفي الممثل جوزيف نانو في 21 مايو 2016 في أحد مستشفيات السويد عن عمر يناهز الثمانين عاما.

## أعماله[1]

### مسلسلات
- الخديعة (1973)
- الأبله (1974)
- القناع الأبيض (1974)
- الحاقد (1975)
- المغامرة (1978)
- عازف الليل (1980)
- ليالي شهرزاد (1980)
- أبو الطيب (مالئ الدنيا وشاغل الناس) (1983)
- رصيف البارزيانا (1985)
- البخلاء (1986)
- من اجل غدي (1986)
- العاصفة تهب مرتين (1995)
- كاسندرا (1996)
- نساء في العاصفة (1997)
- امرأة من زمن الحب (1998)
- الفصل الاخير
- حتى نلتقي

### رسوم متحركة
- السنافر (شرشبيل)
- بل وسباستيان
- جزيرة الكنز
- غابة الأماني
- مغامرات نيلز
- كاليميرو
- مغامرات سندباد
- تاو تاو
- فيردي
- مغامرات ساسوكي
- ريمي الفتى الشريد
- الرحالة الصغير
- شارلوك هولمز (بروفسور مورياتي)
- بيرين
- كاليميرو

### السينما
- الرجل الصامد
- قدم الخير (1952)
- الأجنحة المتكسرة (1964)
- الجاكوار السوداء (1965)
- غارو (1965)
- أنتربول في بيروت (1966)
- لهيب الجسد (1967)
- أفراح (1968)
- كلنا فدائيون (1969)
- العمياء (1969)
- طريق الخطايا (1969)
- عصابة النساء (1970)
- بنت الحارس (1971)
- لمسة حنان (1971)
- القدر (1972)
- عرس الأرض (1978)
- حسناء وعمالقة (1980)
- نساء في خطر (1981)
- امراة في بيت عملاق (1983)
- الصرخة (1985).

## روابط خارجية
- جوزيف نانو على موقع IMDb (الإنجليزية)
- جوزيف نانو على موقع قاعدة بيانات الأفلام العربية
- جوزيف نانو على موقع قاعدة بيانات الفيلم (الإنجليزية)